# Barão de Fonte Nova
Barão de Fonte Nova é um título nobiliárquico criado por D. Maria II de Portugal, por Decreto de 20 de Novembro de 1835 e Carta de 30 de Janeiro de 1837, em favor de Bento da Fonseca Pinto de Oliveira, antes 1.° barão de Mondim e depois 1.° Visconde de Fonte Nova e 1.° Conde de Fonte Nova.
Titulares
1. Bento da França Pinto de Oliveira, 1.° Barão de Mondim, 1.° Barão, 1.° Visconde e 1.° Conde de Fonte Nova.